# NGC 6507
NGC 6507 est un amas ouvert situé dans la constellation du Sagittaire. Il a été découvert par l'astronome germano-britannique William Herschel en 1786.
Selon la classification des amas ouverts de Robert Trumpler, cet amas renferme moins de 50 étoiles (lettre p) dont la concentration est faible (IV) et dont les magnitudes se répartissent sur un intervalle moyen (le chiffre 2). D'après les données du catalogue Lynga, l'amas est composé de 35 étoiles.

## Observation
Avec une magnitude visuelle de 8,9, on peut observer l'amas avec des jumelles dont l'ouverture est d'au moins 80 mm ou avec un petit télescope.

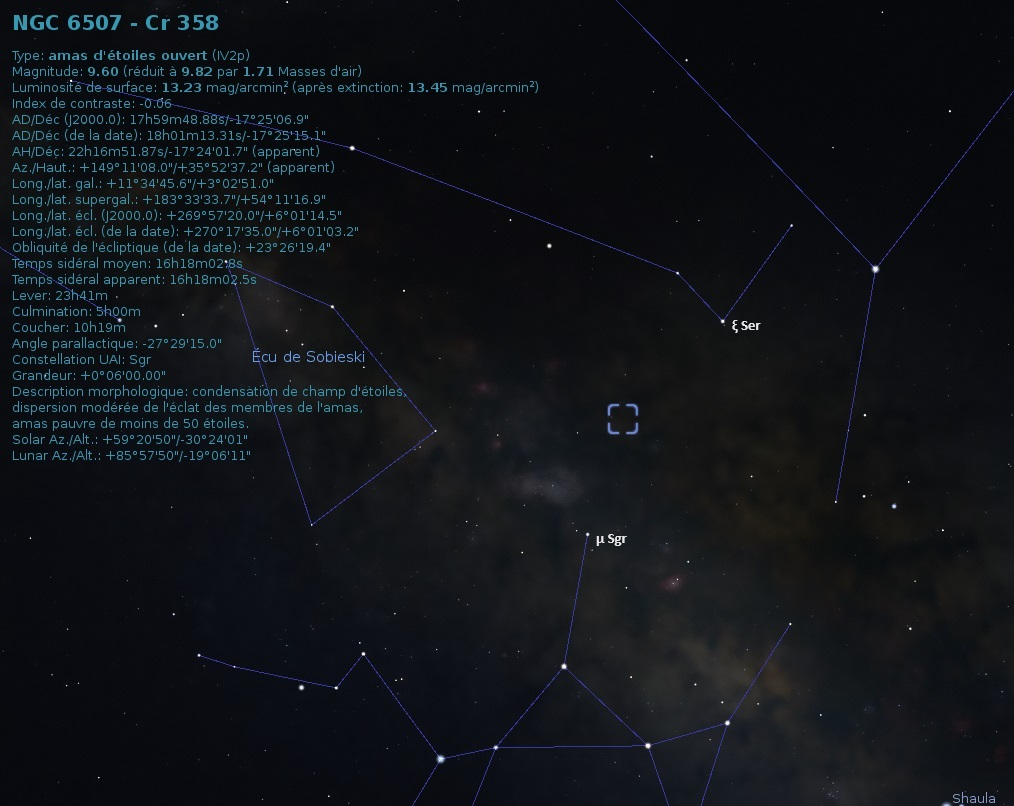
Localisation de NGC 6507 dans la constellation du Sagittaire.

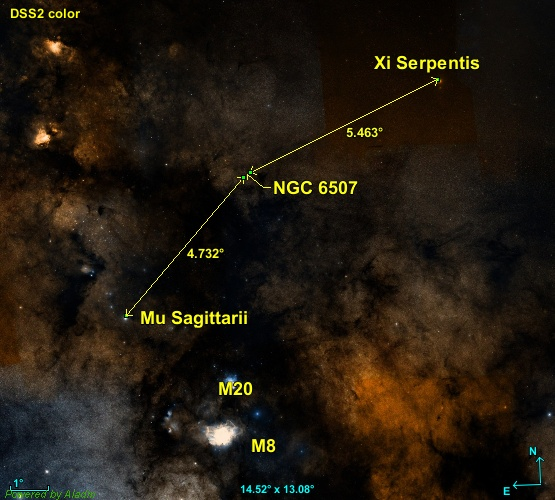
Position de NGC 6507 par rapport à deux étoiles.

Aucune étoile brillante se trouvent près de NGC 6507. L'amas est situé à environ 4,7 degrés au nord-ouest de l'étoile Mu Sagittarii et à environ 5,5 degrés au sud-est de Xi Serpentis.

## Caractéristiques

### Distance, taille et vitesse
La base de données Simbad indique une valeur moyenne de la parallaxe qui vient des mesures effectuées par le satellite Gaia, soit 0,587 ± 0,007 mas ce qui correspond à 1 704 ± 20 pc (∼5 560 al). Simbad indique aussi cinq autres valeurs: 1,707 ± 0,165 kpc, 1 710,0 pc, 1 602 ± 123 pc, 690 pc et 550 pc.
La taille apparente de l'amas 7', ce qui, compte tenu de la distance de 1 704 ± 20 pc et grâce à un calcul simple, équivaut à une taille réelle de 11,3 ± 0,1 al.
Deux vitesses passablemente différente sont indiquées sur Simbad, soit −7,31 ± 0,56 km/s et −3,32 ± 0,13 km/s.